# L'Enfant-Roi
Pour les articles homonymes, voir L'Enfant-roi.
Cet article possède des paronymes, voir Enfant roi, Louis, enfant roi, La Nuit des enfants rois et L'Enfant-roi (film, 1923).
L'Enfant-Roi est un roman de Robert Merle, paru en 1993, qui appartient à la série historique Fortune de France et en est le huitième volume.

## Résumé
Après l'assassinat du roi Henri IV par Ravaillac, le 14 mai 1610, au lendemain du couronnement de la reine Marie de Médicis, le narrateur, Pierre-Emmanuel de Siorac, est nommé au sein des Premiers gentilshommes de la Chambre, au service du roi mineur Louis XIII. Le chevalier de Siorac est le témoin de la régence de Marie de Médicis, marquée par les révoltes des Grands, par la déclaration de majorité du jeune roi – la reine-mère conservant cependant la réalité du pouvoir –, par le gaspillage du trésor pour enrichir les favoris italiens Concino Concini et Léonora Galigaï, par le double mariage espagnol, en 1615 (Louis XIII épouse l'infante Anne d'Autriche, tandis que la sœur cadette du roi, Élisabeth, se marie avec le prince des Asturies, futur roi Philippe IV, frère cadet de l'infante Anne) et enfin par la prise de pouvoir violente de Louis XIII, le 24 avril 1617.
Parallèlement, il se rapproche de la comtesse Ulrike de Lichtenberg, que le roi Henri IV lui avait fait présenter pour qu'elle lui enseigne l'allemand, et devient son amant - renonçant par là-même à sa relation avec la chambrière Louison, qui est passée de la demeure de son père, le marquis de Siorac, rue du Champ-Fleuri, à dans son appartement de fonction au palais du Louvre, restant néanmoins à son service.